# جان بيدل
جان بيدل (بالإنجليزية: Jean Beadle)‏ هي نقابية وسفرجات أسترالية، ولدت في 1868 في Clunes, Victoria ‏ في أستراليا، وتوفيت في 22 مايو 1942.